# Guldborgbroen
Guldborgbroen, også kaldet Guldborgsundbroen, er en buebro med broklap mellem Lolland og Falster, over Guldborg Sund ved Guldborg. 
Broen blev indviet 6. Oktober 1934, og var en meget vigtig brik i vejdelen af Fugleflugtslinjen mellem Nordtyskland og Skandinavien indtil den erstattedes af Guldborgsundtunnelen, der stod færdig i 1988. 
- Længde: 180 meter
- Bredde: 7 meter
- Gennemsejlingsbredde: 30 meter
- Byggeperiode: 1933 – 1934
- Indvielsesdato: 6. oktober 1934
- Spor: 2